# Cerro Malla Jakke
Cerro Malla Jakke är ett berg i Bolivia.   Det ligger i departementet La Paz, i den centrala delen av landet, 300 km nordväst om huvudstaden Sucre. Toppen på Cerro Malla Jakke är 4 530 meter över havet, eller 12 meter över den omgivande terrängen. Bredden vid basen är 0,32 km.
Terrängen runt Cerro Malla Jakke är kuperad. Närmaste större samhälle är Patacamaya, 17,3 km väster om Cerro Malla Jakke. 
Trakten runt Cerro Malla Jakke består i huvudsak av gräsmarker. Runt Cerro Malla Jakke är det ganska glesbefolkat, med 22 invånare per kvadratkilometer.